# Chiharu Igaya
Chiharu Igaya (n. 20 mai 1931, Tomari⁠(d), Furuu district⁠(d), Prefectura Hokkaidō, Japonia) este un schior alpin ce a reprezentat Japonia, medaliat olimpic. A participat la 3 ediții ale Jocurilor Olimpice (1952, 1956, 1960) în care a câștigat o medalie de argint.